# Apiospora parallela
Apiospora parallela är en svampart som tillhör divisionen sporsäcksvampar, och som först beskrevs av Petter Adolf Karsten, och fick sitt nu gällande namn av Pier Andrea Saccardo. Apiospora parallela ingår i släktet Apiospora, och familjen Apiosporaceae. Arten är reproducerande i Sverige.